# Eberardo Pavesi
Pour les articles homonymes, voir Pavesi.
 Eberardo Pavesi  (né le 2 novembre 1883 à Colturano, dans  la province de Milan, en Lombardie et mort le 11 novembre 1974 à Milan) est un coureur cycliste italien du début du XXe siècle.

## Biographie
Professionnel de 1904 à 1919, Eberardo Pavesi a remporté au cours de sa carrière quatre étapes du Tour d'Italie, dont il a pris deux fois la deuxième place.

## Palmarès
- 1904
  - Pavie-Bologne
  - Giro del Lago di Como
- 1905
  - Circuito Bresciano
  - Rome-Naples-Rome
  - 3e de la Coppa del Re
  - 3e de la Corza Nazionale
- 1906
  - 2e de Milan-Giovi-Milan
  - 3e de Milan-Alexandrie-Milan
  - 3e de la Corza Nazionale
  - 7e du Tour de Lombardie
- 1907
  - Milan-Bergame-Côme
  - 6e de Milan-San Remo
  - 6e du Tour de France
- 1909
  - Tour d'Émilie
  - 2e de Rome-Naples-Rome
- 1910
  - 5e et 9e étapes du Tour d'Italie
  - 2e du Tour d'Italie
  - 2e de Gênes-Nice
  - 3e du championnat d'Italie sur route
- 1911
  - 8e du Tour d'Italie
- 1913
  - 2e et 9e étapes du Tour d'Italie
  - 2e du Tour d'Italie
- 1914
  - 5e du Tour de Lombardie
- 1919
  - 2e du Tour des 3 lacs
  - 2e du Tour des Trois Mers

## Résultats sur les grands tours

### Tour de France
- 1907 : 6e
- 1908 : abandon (4e étape)
- 1913 : abandon (6e étape)

### Tour d'Italie
7 participations
- 1909 : abandon
- 1910 : 2e, vainqueur des 5e et 9e étapes
- 1911 : 8e
- 1912 : Vainqueur avec l'équipe Atala (l'édition 1912 ne donne pas lieu à un classement général individuel)
- 1913 : 2e, vainqueur des 2e et 9e étapes, leader pendant 2 jours
- 1914 : abandon
- 1919 : abandon